# Vart tog tiden vägen?
Vart tog tiden vägen? är ett dubbelt samlingsalbum av det svenska dansbandet Lasse Stefanz, släppt 30 maj 2008. Samlingen fokuserar på åren kring 1990 på skivbolaget Frituna .

## Låtlista
1. Bortom Horisonten
2. Vid flodens strand
3. Vårt sextital
4. Emelie
5. När countryn kom till Skåne
6. Över bergen skall det klinga
7. Morgongåva (Sacramento)
8. Om du går
9. Tiden läker sår
10. Livets ljusa sida
11. Gå nu min älskling
12. Om du vill
13. Hallå min sol
14. Ta en titt på kärleken
15. Håll mej hårt (Souls on Fire)
16. Mitt hjärtas bok
17. Tic Tac Toe
18. Pigan i dalen
19. En bättre värld
20. En slant i min jukebox
21. Brevet till min kära
22. Dansa natten lång
23. Septemberregn
24. Jag levde i en drömvärld
25. Sommarsvärmeri
26. Min röda Chevrolet
27. En gång är ingen gång
28. Jag ångrar ingenting
29. Mot nya mål
30. Vill du bli min
31. En enkel sång om kärleken
32. Tre små ord
33. Vart tog tiden vägen
34. Ingenting mer ingenting mindre
35. Jag vill ge dig min morgon
36. Jag skall vänta
37. När inte himlen är så blå
38. En kärleksaffär
39. En man som han
40. Du kan tro på mitt ord

## Listplaceringar
| Lista (2008) | Position |
| ------------ | -------- |
| Sverige      | 8        |

### Fotnoter
1. ↑  Dansbandsbloggen 7 april 2008 - Lasse Stefanz med tv-dokumentär och ny platta Arkiverad 3 maj 2008 hämtat från the Wayback Machine.
2. ↑  Placering på den svenska albumlistan